# Сан Фермо дела Батаља
Сан Фермо дела Батаља (итал. San Fermo della Battaglia) је насеље у Италији у округу Комо, региону Ломбардија.
Према процени из 2011. у насељу је живело 4176 становника. Насеље се налази на надморској висини од 398 м.

## Становништво
Према резултатима пописа становништва 2011. у општини је живело 4.466 становника.
| 1931. | 1936. | 1951. | 1961. | 1971. | 1981. | 1991. | 2001. | 2011. |
| ----- | ----- | ----- | ----- | ----- | ----- | ----- | ----- | ----- |
| 1.045 | 1.128 | 1.241 | 1.682 | 2.969 | 3.485 | 3.952 | 4.189 | 4.466 |